# PIAAC
PIAAC (Programme for the International Assessment of Adult Competencies) je program vytvořený Organizací pro hospodářskou spolupráci a rozvoj (OECD) s cílem měřit schopnosti dospělých v klíčových dovednostech v oblasti zpracování informací - porozumění textu, schopnost pracovat s čísly a řešení problémů v prostředích bohatých na technologie. Shromažďuje informace a údaje o tom, jak dospělí používají své dovednosti doma, v práci i jinde ve svém životě.

## Pozadí
Od počátku 90. let 20. století byla potřeba posuzování literárních dovedností ve vyspělých zemích řešena dvěma rozsáhlými mezinárodními průzkumy. První byla Mezinárodní průzkumy gramotnosti dospělých (IALS), která byla provedena v letech 1994, 1996 a 1998. Druhým byl Mezinárodní průzkum o gramotnosti dospělých a životních dovedností, který byl proveden v roce 2003 a v letech 2006 až 2008.

## Mezinárodní studie PIAAC
Tento mezinárodní průzkum se uskutečňuje ve více než 40 zemích a měří klíčové kognitivní a pracovní dovednosti potřebné pro to, aby se jednotlivci mohli účastnit dění ve společnosti a aby ekonomiky prosperovaly. Mezi zapojené země, které dokončily první vlnu výzkumuPIAAC patří:
| Austrálie      | Belgie      | Česká republika | Dánsko | Estonsko  | Finsko    | Francie    | Irsko  |
| Itálie         | Japonsko    | Jižní Korea     | Kanada | Kypr      | Německo   | Nizozemsko | Norsko |
| Polsko         | Portugalsko | Rakousko        | Rusko  | Slovensko | Španělsko | Švédsko    | USA    |
| Velká Británie |             |                 |        |           |           |            |        |

Průzkum se zaměřuje se na populaci v produktivním věku (ve věku od 16 do 65 let). První údaje byly zveřejněny 8. října 2013.

## Výzkum v ČR
V roce 1998 se Česká republika zúčastnila mezinárodního výzkumu kompetencí dospělých IALS. Čeští dospělí v něm ve srovnání s ostatními zeměmi prokázali vysokou úroveň dovednosti pracovat s čísly v situacích běžného života (numerická gramotnost) a získávat informace z nesouvislých textů: tabulek, grafů, formulářů apod. (dokumentová gramotnost). Nízká byla naopak úroveň tzv. literární gramotnosti (dovednosti pracovat se souvislými texty). Podobné rozložení silných a slabých stránek jsme zaznamenali i ve výzkumech školní mládeže (PISA, PIRLS, TIMSS). Čeští žáci v nich opakovaně prokazují nadprůměrnou úroveň přírodovědné a matematické gramotnosti a podprůměrnou úroveň čtenářské gramotnosti